# Archibald Gardner Dunn
Archibald Gardner Dunn (* 29. Januar 1919 in Camperdown, Südafrika; † 8. Oktober 1980 in San Salvador) war ein südafrikanischer Botschafter.

## Leben
Archibald Gardner Dunn war der Sohn von Elsie Jane MacKenzie und Archibald Gardner Dunn sen., einem Magistrat und Farmer aus Natal. Er wuchs zunächst in Australien auf und besuchte dann das Maritzburg College in Pietermaritzburg. Anschließend studierte er an der Universität von Natal, wo er 1939 mit dem Bachelor abschloss. 1947 erlangte er den L.L.B. an der Universität von Südafrika. Er war seit 1943 mit der aus Indien stammenden Daphne Rosemarie Young verheiratet, sie hatten drei Kinder.
1946 begann Archibald Gardner Dunn für das Außenministerium von Südafrika zu arbeiten. Zwei Jahre darauf ging er als dritter Sekretär nach Buenos Aires. 1952 war er Gesandtschaftssekretär zweiter Klasse in Santiago de Chile und in Abwesenheit von Eugene Kevin Scallan Geschäftsträger. 1956 wurde er zurück nach Pretoria beordert.
Von 1960 bis 1961 war er Gesandtschaftssekretär erster Klasse in Washington, D.C. und in Abwesenheit von Willem Christiaan Naude, Geschäftsträger. Am 20. Juli 1960 übermittelte er in einem Brief an Matthys Izak Botha seine Einschätzung des Verhaltens des Kabinett Eisenhower in Bezug auf den Verkauf von Uran an Israel. Am 15. März 1961 besuchte er mit Willem Christiaan Naude, James Kedzie Penfield (* 9. April 1908; † 11. September 2004) geschäftsführender Assistant Secretary of State for African Affairs und erzählten ihm sie hätten gern mit Dean Rusk gesprochen.
Am 26. Februar 1965 war er Vertreter der südafrikanischen Regierung bei der Internationalen Atomenergie-Organisation in Wien und unterzeichnete ein Safeguards.
Von 1. August 1967 bis 5. Dezember 1973 leitete er die südafrikanische Auslandsvertretung in Helsinki.
Am 23. März 1968 wurde er zum Botschafter ernannt.
Ab 5. Dezember 1973 war er Botschafter in San Salvador. Am 28. November 1979 wurde er von den Fuerzas Populares de Liberación Farabundo Martí mit tödlicher Folge entführt.
Außenminister Héctor Miguel Antonio Dada Hirezi erklärte, dass die diplomatische Privilegien von Dunn erhalten blieben, aber seine Regierung würde ihren Plan ausführen, die diplomatischen Beziehungen mit der Regierung in Südafrika aus Protest gegen die Apartheid zu unterbrechen.
Bei der Entführung wurde ein Tonbandinterview gefertigt.
Auf einer Fotografie hält er eine Zeitung mit einer Schlagzeile vom 13. Juli 1980.
Die Entführer traten mit Dunns Familie in Kontakt, da sich die Südafrikanische Regierung weigerte, mit Terroristen zu verhandeln.
Ein Brief an seine Frau wurde im Diario Co Latino veröffentlicht.
Christiaan Barnard bot als Gegenleistung für die Freilassung an, in El Salvador zu praktizieren.
Óscar Romero († 24. März 1980) schrieb am 15. März 1980 einen Brief an die Entführer. Ein Fonds wurde eingerichtet, um das Lösegeld zu finanzieren.
Jaime Hill Argüello wurde in derselben Periode vom Ejército Revolucionario del Pueblo nach Erfüllen einer Lösegeldforderung freigelassen.
Am 8. Oktober 1980 teilte das FPL mit, dass Archibald Gardner Dunn gerichtet wurde und behauptete, dass diese Form des Richtens käuflich gewesen wäre.
Im November 1981 wurde Archibald Gardner Dunn vom Obersten Gerichtshof in Pretoria offiziell für tot erklärt. Posthum wurde ihm der Order of Good Hope verliehen.